# Stadion Rote Erde
Het Stadion Rote Erde is een voetbal- en atletiekstadion in de Duitse stad Dortmund. Het is de thuishaven van het tweede voetbalelftal van Borussia Dortmund, bovendien wordt het stadion door verschillende Dortmundse atletiekverenigingen gebruikt. Het stadion ligt direct naast Signal Iduna Park en heeft een capaciteit van 25.000 plaatsen, waarvan 3.000 overdekte zitplaatsen. Wegens veiligheidsredenen bedraagt de capaciteit tijdens de 3. Bundesligawedstrijden van het tweede elftal van Dortmund 9.999 plaatsen.

## Geschiedenis
De eerste plannen van een stadion op de huidige locatie, dateren van 1921. Architect Hans Strobel ontwierp een stadspark ten zuiden van Dortmund, waarin uiteindelijk een zwembad, een multifunctioneel stadion en de Westfalen Halle worden gebouwd. Het multifunctionele Stadion Rote Erde kost uiteindelijk 1.8 miljoen Duitse mark en wordt op 6 juni 1926 geopend, met de wedstrijd tussen de Stadselectie Dortmund en FC Wacker München. De club uit München wint met 1-11.
In de beginfase van het stadion, werd het stadion veelal gebruikt voor atletiekwedstrijden, turnwedstrijden en incidentele voetbalwedstrijd. De eerste officiële wedstrijd wedstrijd in het stadion was een wedstrijd om het Duitse landskampioenschap voetbal, tussen de aartsrivaal Schalke 04 en Hertha BSC (1-4). Vanwege de expansie van staalfabrikant Hoesch AG, was Borussia Dortmund noodgedwongen haar toenmalige stadion Weiße Wiese te verlaten. Borussia Dortmund betrok in 1937 het Stadion Rote Erde.
In de beginperiode dat Dortmund haar thuiswedstrijden in het Stadion Rote Erde speelde, kende de club weinig successen. Het stadion in de omgeving werd door bombardementen van de geallieerden zwaar beschadigd en na de Tweede Wereldoorlog werd het stadion in snel tempo hersteld.
De periode tussen 1947 en 1967 waren succesjaren voor Borussia Dortmund en het stadion bleek al snel te klein te zijn. In 1961 werden de eerste plannen gemaakt om het Stadion Rote Erde uit te breiden, of volledig om te bouwen. Door de grootschalige economische crisis in de jaren 60 in Duitsland werden deze plannen niet uitgevoerd. Toch gingen de onderzoeken naar een nieuw stadion door. In 1971 stemde de gemeenteraad van Dortmund in om een nieuw voetbalstadion ten westen van het Stadion Rote Erde te bouwen. Vanaf 1974 speelt het eerste elftal van Borussia Dortmund haar thuiswedstrijden in dit nieuwe Westfalenstadion. Het Stadion Rote Erde wordt vanaf dat moment gebruikt als thuisbasis voor het tweede elftal van Borussia Dortmund en voor diverse andere sportwedstrijden.